# (85199) Habsburg
(85199) Habsburg (1991 TE7) – planetoida z pasa głównego asteroid okrążająca Słońce w ciągu 3,28 lat w średniej odległości 2,21 j.a. Odkryta 3 października 1991 roku.